# Lista de representantes dos Países Baixos ao Oscar de melhor filme internacional

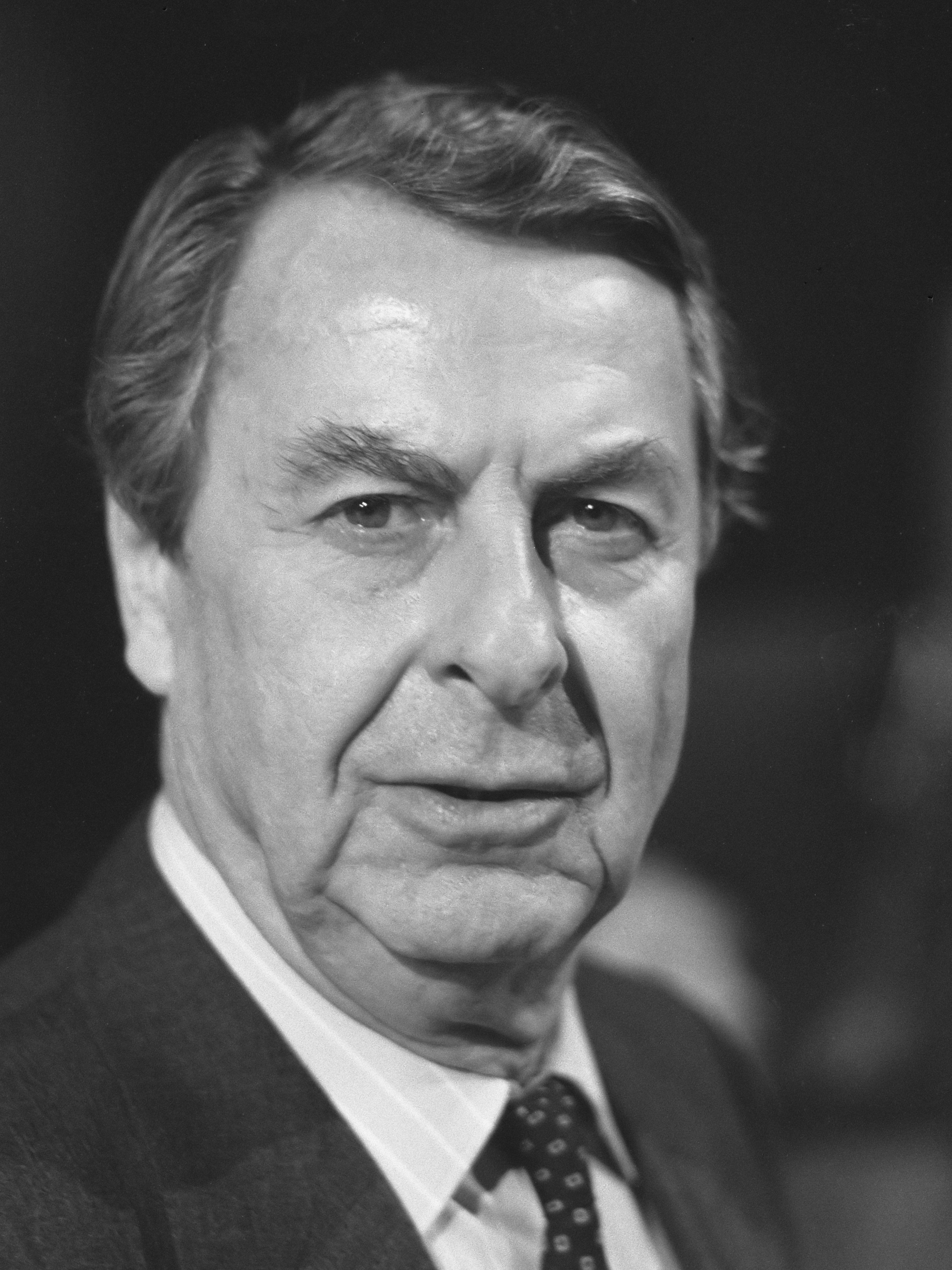
Fons Rademakers foi o primeiro diretor neerlandês a vencer o prêmio, por De Aanslag em 1987.

Os Países Baixos têm enviado filmes ao Oscar de melhor filme internacional desde 1959. A premiação é entregue anualmente pela Academia de Artes e Ciências Cinematográficas dos Estados Unidos a um longa-metragem produzido fora dos Estados Unidos que contenha diálogo majoritariamente em qualquer idioma, menos em inglês. O Oscar de Melhor Filme Internacional foi criado em 1956; porém, entre 1947 e 1955, a Academia entregou Óscares Honorários aos melhores filmes de língua estrangeira lançados nos Estados Unidos. Estes prêmios não eram competitivos, já que não havia indicados, apenas um vencedor a cada ano que foi votado pelo Conselho de Governadores da Academia.
Até 2023, sete filmes neerlandeses foram indicados ao Oscar de Melhor Filme Internacional e três venceram o prêmio: De Aanslag em 1987, Antonia em 1996 e Karakter em 1998. Duas inscrições foram desclassificadas: Spoorloos em 1989, porque mais da metade do filme é falado em francês e não em neerlandês, e Bluebird em 2006, porque estreou na televisão.
Fons Rademakers representou os Países Baixos na competição por cinco vezes, alcançando duas indicações e um Oscar.

## Filmes
A Academia de Artes e Ciências Cinematográficas convida as indústrias cinematográficas de vários países a enviar seus melhores filmes para o Oscar de Melhor Filme Internacional desde 1956. O Comitê de Filmes Internacionais dirige o processo e revê todos os filmes enviados. Depois disso, eles votam via voto secreto para determinar os cinco indicados para o prêmio. Antes da premiação ser criada, o Conselho de Governadores da Academia votava em um filme todo ano que era considerado o melhor filme de língua estrangeira lançado nos Estados Unidos e não havia enviados.
A lista abaixo contém os filmes enviados pelos Países Baixos para análise da Academia.
| Ano (Cerimônia) | Título original                    | Título em português             | Diretor(a)                  | Resultado          |
| --------------- | ---------------------------------- | ------------------------------- | --------------------------- | ------------------ |
| 1958 (32ª)      | Dorp aan de rivier                 |                                 | Fons Rademakers             | Indicado           |
| 1963 (36ª)      | Als twee druppels water            |                                 | Fons Rademakers             | Não indicado       |
| 1963 (37ª)      | Alleman                            |                                 | Bert Haanstra               | Não indicado       |
| 1969 (42ª)      | Monsieur Hawarden                  |                                 | Harry Kümel                 | Não indicado       |
| 1971 (44ª)      | Mira                               |                                 | Fons Rademakers             | Não indicado       |
| 1973 (46ª)      | Turks Fruit                        | Louca Paixão                    | Paul Verhoeven              | Indicado           |
| 1974 (47ª)      | Help, de dokter verzuipt!          |                                 | Nikolai van der Heyde       | Não indicado       |
| 1975 (48ª)      | Dokter Pulder zaait papavers       |                                 | Bert Haanstra               | Não indicado       |
| 1976 (49ª)      | Max Havelaar                       |                                 | Fons Rademakers             | Não indicado       |
| 1977 (50ª)      | Soldaat van Oranje                 | Soldado de Laranja              | Paul Verhoeven              | Não indicado       |
| 1978 (51ª)      | Pastorale 1943                     |                                 | Wim Verstappen              | Não indicado       |
| 1979 (52ª)      | Een vrouw als Eva                  |                                 | Nouchka van Brakel          | Não indicado       |
| 1980 (53ª)      | Opname                             |                                 | Marja Kok & Erik van Zuylen | Não indicado       |
| 1981 (54ª)      | Come-Back!                         |                                 | Jonne Severijn              | Não indicado       |
| 1982 (55ª)      | Van de koele meren des doods       |                                 | Nouchka van Brakel          | Não indicado       |
| 1983 (56ª)      | De vierde man                      | O Quarto Homem                  | Paul Verhoeven              | Não indicado       |
| 1984 (57ª)      | Schatjes!                          |                                 | Ruud van Hemert             | Não indicado       |
| 1985 (58ª)      | De Dream                           |                                 | Pieter Verhoeff             | Não indicado       |
| 1986 (59ª)      | De Aanslag                         | O Ataque                        | Fons Rademakers             | Oscar              |
| 1987 (60ª)      | Van geluk gesproken                |                                 | Pieter Verhoeff             | Não indicado       |
| 1988 (61ª)      | Spoorloos                          | O Silêncio do Lago              | George Sluizer              | Desclassificado[A] |
| 1989 (62ª)      | Leedvermaak                        |                                 | Frans Weisz                 | Não indicado       |
| 1989 (63ª)      | De Avonden                         | Nas Entradas da Noite           | Rudolf van den Berg         | Não indicado       |
| 1991 (64ª)      | Eline Vere                         |                                 | Harry Kümel                 | Não indicado       |
| 1992 (65ª)      | De Noorderlingen                   | Os do Norte                     | Alex van Warmerdam          | Não indicado       |
| 1993 (66ª)      | De kleine blonde dood              |                                 | Jean van de Velde           | Não indicado       |
| 1994 (67ª)      | 06                                 |                                 | Theo van Gogh               | Não indicado       |
| 1995 (68ª)      | Antonia                            | A Excêntrica Família de Antonia | Marleen Gorris              | Oscar              |
| 1996 (69ª)      | Lang Leve de Koningin              | Viva a Rainha                   | Esmé Lammers                | Não indicado       |
| 1997 (70ª)      | Karakter                           | Caráter                         | Mike van Diem               | Oscar              |
| 1998 (71ª)      | De Poolse bruid                    |                                 | Karim Traidia               | Não indicado       |
| 1999 (72ª)      | Madelief, krassen in het tafelblad |                                 | Ineke Houtman               | Não indicado       |
| 1999 (73ª)      | Kruimeltje                         |                                 | Maria Peters                | Não indicado       |
| 2001 (74ª)      | Nynke                              |                                 | Pieter Verhoeff             | Não indicado       |
| 2001 (75ª)      | Zus & Zo                           | Zus & Zo                        | Paula van der Oest          | Indicado           |
| 2003 (76ª)      | De Tweeling                        | Irmãs Gêmeas                    | Ben Sombogaart              | Indicado           |
| 2004 (77ª)      | Simon                              |                                 | Eddy Terstall               | Não indicado       |
| 2005 (78ª)      | Bluebird                           |                                 | Mijke de Jong               | Desclassificado[B] |
| 2006 (79ª)      | Zwartboek                          | A Espiã                         | Paul Verhoeven              | Pré-lista          |
| 2007 (80ª)      | Duska                              | Duska                           | Jos Stelling                | Não indicado       |
| 2008 (81ª)      | Dunya & Desie                      |                                 | Dana Nechushtan             | Não indicado       |
| 2009 (82ª)      | Oorlogswinter                      |                                 | Martin Koolhoven            | Desclassificado[C] |
| 2010 (83ª)      | Tirza                              |                                 | Rudolf van den Berg         | Pré-lista          |
| 2011 (84ª)      | Sonny Boy                          |                                 | Maria Peters                | Não indicado       |
| 2012 (85ª)      | Kauwboy                            |                                 | Boudewijn Koole             | Não indicado       |
| 2013 (86ª)      | Borgman                            |                                 | Alex van Warmerdam          | Não indicado       |
| 2014 (87ª)      | Lucia de B.                        | A Acusada                       | Paula van der Oest          | Pré-lista          |
| 2015 (88ª)      | The Paradise Suite                 |                                 | Joost van Ginkel            | Não indicado       |
| 2016 (89ª)      | Tonio                              |                                 | Paula van der Oest          | Não indicado       |
| 2017 (90ª)      | Layla M.                           |                                 | Mijke de Jong               | Não indicado       |
| 2018 (91ª)      | Bankier van het Verzet             | O Banqueiro da Resistência      | Joram Lürsen                | Não indicado       |
| 2019 (92ª)      | Instinct                           | Instinto                        | Halina Reijn                | Não indicado       |
| 2020 (93ª)      | Buladó                             | Buladó                          | Éche Janga                  | Não indicado       |
| 2021 (94ª)      | Do Not Hesitate                    |                                 | Shariff Korver              | Não indicado       |
| 2022 (95ª)      | Narcosis                           |                                 | Martijn de Jong             | Não indicado       |